# 엘온 소타
엘온 소타(알바니아어: Eljon Sota, 1998년 5월 24일~)는 알바니아의 축구 선수로 현재 수원 FC에서 센터백, 오른쪽 풀백로 이고 K리그 등록명은 소타이다.